# هروشکی (ناحیه برتسلاف)
هروشکی (به چکی: Hrušky) یک منطقهٔ مسکونی در جمهوری چک است که در ناحیه برتسلاو واقع شده‌است. هروشکی ۱۵٫۹۱ کیلومتر مربع مساحت و ۱٬۴۵۸ نفر جمعیت دارد و ۱۷۵ متر بالاتر از سطح دریا واقع شده‌است.